# 各年のアイルランドの一覧

アイルランドの国旗

各年のアイルランドの一覧（かくねんのアイルランドのいちらん）は、アイルランドの各年ごとの記事の一覧。この一覧ではアイルランドの各年ごとの記事の他、各世紀と各年代、アイルランドの各分野における各年ごとの記事についても取り扱う。

## 一覧
- 紀元前1千年紀のアイルランド（英語版）

1千年紀
1世紀のアイルランド 2世紀のアイルランド 3世紀のアイルランド 4世紀のアイルランド 5世紀のアイルランド
6世紀のアイルランド 7世紀のアイルランド 8世紀のアイルランド 9世紀のアイルランド 10世紀のアイルランド
2千年紀
11世紀のアイルランド

### 12世紀
- 1100年代
  - 1101年のアイルランド（英語版） 1102年のアイルランド（英語版） 1103年のアイルランド（英語版） 1105年のアイルランド（英語版） 1106年のアイルランド（英語版）
- 1110年代
  - 1110年のアイルランド（英語版） 1111年のアイルランド（英語版） 1114年のアイルランド（英語版）
  - 1115年のアイルランド（英語版） 1116年のアイルランド（英語版） 1117年のアイルランド（英語版） 1118年のアイルランド（英語版） 1119年のアイルランド（英語版）
- 1120年代
  - 1121年のアイルランド（英語版） 1123年のアイルランド（英語版） 1124年のアイルランド（英語版）
  - 1126年のアイルランド（英語版） 1127年のアイルランド（英語版） 1128年のアイルランド（英語版） 1129年のアイルランド（英語版）
- 1130年代
  - 1130年のアイルランド（英語版） 1131年のアイルランド（英語版） 1132年のアイルランド（英語版） 1134年のアイルランド（英語版）
  - 1136年のアイルランド（英語版） 1137年のアイルランド（英語版） 1138年のアイルランド（英語版） 1139年のアイルランド（英語版）
- 1140年代
  - 1142年のアイルランド（英語版） 1143年のアイルランド（英語版） 1144年のアイルランド（英語版）
  - 1145年のアイルランド（英語版） 1146年のアイルランド（英語版） 1148年のアイルランド（英語版）
- 1150年代
  - 1150年のアイルランド（英語版） 1151年のアイルランド（英語版） 1152年のアイルランド（英語版） 1153年のアイルランド（英語版）
  - 1155年のアイルランド（英語版） 1156年のアイルランド（英語版） 1157年のアイルランド（英語版） 1159年のアイルランド（英語版）
- 1160年代
  - 1160年のアイルランド（英語版） 1161年のアイルランド（英語版） 1162年のアイルランド（英語版） 1163年のアイルランド（英語版） 1164年のアイルランド（英語版）
  - 1166年のアイルランド（英語版） 1167年のアイルランド（英語版） 1168年のアイルランド（英語版） 1169年のアイルランド（英語版）
- 1170年代
  - 1170年のアイルランド（英語版） 1171年のアイルランド（英語版） 1172年のアイルランド（英語版） 1174年のアイルランド（英語版）
  - 1175年のアイルランド（英語版） 1176年のアイルランド（英語版） 1177年のアイルランド（英語版） 1178年のアイルランド（英語版） 1179年のアイルランド（英語版）
- 1180年代
  - 1180年のアイルランド（英語版） 1181年のアイルランド（英語版） 1183年のアイルランド（英語版） 1184年のアイルランド（英語版）
  - 1185年のアイルランド（英語版） 1186年のアイルランド（英語版） 1188年のアイルランド（英語版） 1189年のアイルランド（英語版）
- 1190年代
  - 1190年のアイルランド（英語版） 1192年のアイルランド（英語版） 1193年のアイルランド（英語版） 1194年のアイルランド（英語版）
  - 1195年のアイルランド（英語版） 1196年のアイルランド（英語版） 1197年のアイルランド（英語版） 1198年のアイルランド（英語版） 1199年のアイルランド（英語版）
- 1200年代
  - 1200年のアイルランド（英語版）

### 13世紀
- 1200年代
  - 1201年のアイルランド（英語版） 1202年のアイルランド（英語版） 1203年のアイルランド（英語版） 1204年のアイルランド（英語版）
  - 1205年のアイルランド（英語版） 1206年のアイルランド（英語版） 1207年のアイルランド（英語版） 1208年のアイルランド（英語版）
- 1210年代
  - 1210年のアイルランド（英語版） 1211年のアイルランド（英語版） 1213年のアイルランド（英語版）
  - 1215年のアイルランド（英語版） 1216年のアイルランド（英語版） 1217年のアイルランド（英語版） 1219年のアイルランド（英語版）
- 1220年代
  - 1221年のアイルランド（英語版） 1224年のアイルランド（英語版）
  - 1225年のアイルランド（英語版） 1226年のアイルランド（英語版） 1227年のアイルランド（英語版） 1228年のアイルランド（英語版） 1229年のアイルランド（英語版）
- 1230年代
  - 1230年のアイルランド（英語版） 1231年のアイルランド（英語版） 1232年のアイルランド（英語版） 1233年のアイルランド（英語版） 1234年のアイルランド（英語版）
  - 1235年のアイルランド（英語版） 1237年のアイルランド（英語版） 1238年のアイルランド（英語版）
- 1240年代
  - 1241年のアイルランド（英語版） 1242年のアイルランド（英語版） 1243年のアイルランド（英語版） 1244年のアイルランド（英語版）
  - 1245年のアイルランド（英語版） 1247年のアイルランド（英語版） 1248年のアイルランド（英語版）
- 1250年代
  - 1250年のアイルランド（英語版） 1251年のアイルランド（英語版） 1252年のアイルランド（英語版）
  - 1257年のアイルランド（英語版） 1258年のアイルランド（英語版） 1259年のアイルランド（英語版）
- 1260年代
  - 1260年のアイルランド（英語版） 1261年のアイルランド（英語版） 1263年のアイルランド（英語版） 1264年のアイルランド（英語版）
  - 1266年のアイルランド（英語版） 1268年のアイルランド（英語版）
- 1270年代
  - 1270年のアイルランド（英語版） 1271年のアイルランド（英語版） 1273年のアイルランド（英語版） 1276年のアイルランド（英語版）
- 1280年代
  - 1280年のアイルランド（英語版） 1283年のアイルランド（英語版） 1286年のアイルランド（英語版） 1288年のアイルランド（英語版）
- 1290年代
  - 1290年のアイルランド（英語版） 1292年のアイルランド（英語版） 1294年のアイルランド（英語版）
  - 1295年のアイルランド（英語版） 1296年のアイルランド（英語版） 1297年のアイルランド（英語版）
- 1300年代
  - 1300年のアイルランド（英語版）

### 14世紀
- 1300年代
  - 1305年のアイルランド（英語版） 1306年のアイルランド（英語版） 1307年のアイルランド（英語版） 1308年のアイルランド（英語版） 1309年のアイルランド（英語版）
- 1310年代
  - 1310年のアイルランド（英語版） 1311年のアイルランド（英語版） 1313年のアイルランド（英語版） 1314年のアイルランド（英語版）
  - 1315年のアイルランド（英語版） 1316年のアイルランド（英語版） 1317年のアイルランド（英語版） 1318年のアイルランド（英語版） 1319年のアイルランド（英語版）
- 1320年代
  - 1320年のアイルランド（英語版） 1321年のアイルランド（英語版） 1324年のアイルランド（英語版）
  - 1326年のアイルランド（英語版） 1327年のアイルランド（英語版） 1328年のアイルランド（英語版） 1329年のアイルランド（英語版）
- 1330年代
  - 1330年のアイルランド（英語版） 1331年のアイルランド（英語版） 1332年のアイルランド（英語版） 1333年のアイルランド（英語版） 1334年のアイルランド（英語版）
  - 1335年のアイルランド（英語版） 1336年のアイルランド（英語版） 1337年のアイルランド（英語版） 1338年のアイルランド（英語版） 1339年のアイルランド（英語版）
- 1340年代
  - 1340年のアイルランド（英語版） 1341年のアイルランド（英語版） 1342年のアイルランド（英語版） 1343年のアイルランド（英語版） 1344年のアイルランド（英語版）
  - 1345年のアイルランド（英語版） 1346年のアイルランド（英語版） 1347年のアイルランド（英語版） 1348年のアイルランド（英語版） 1349年のアイルランド（英語版）
- 1350年代
  - 1350年のアイルランド（英語版） 1351年のアイルランド（英語版） 1352年のアイルランド（英語版） 1353年のアイルランド（英語版） 1354年のアイルランド（英語版）
  - 1355年のアイルランド（英語版） 1356年のアイルランド（英語版） 1357年のアイルランド（英語版） 1358年のアイルランド（英語版） 1359年のアイルランド（英語版）
- 1360年代
  - 1360年のアイルランド（英語版） 1361年のアイルランド（英語版） 1363年のアイルランド（英語版） 1364年のアイルランド（英語版）
  - 1366年のアイルランド（英語版） 1367年のアイルランド（英語版） 1368年のアイルランド（英語版）
- 1370年代
  - 1371年のアイルランド（英語版） 1372年のアイルランド（英語版） 1374年のアイルランド（英語版）
  - 1375年のアイルランド（英語版） 1376年のアイルランド（英語版） 1377年のアイルランド（英語版） 1378年のアイルランド（英語版） 1379年のアイルランド（英語版）
- 1380年代
  - 1380年のアイルランド（英語版） 1381年のアイルランド（英語版） 1382年のアイルランド（英語版） 1383年のアイルランド（英語版）
  - 1385年のアイルランド（英語版） 1386年のアイルランド（英語版） 1387年のアイルランド（英語版） 1388年のアイルランド（英語版）
- 1390年代
  - 1390年のアイルランド（英語版） 1392年のアイルランド（英語版） 1393年のアイルランド（英語版） 1394年のアイルランド（英語版）
  - 1395年のアイルランド（英語版） 1396年のアイルランド（英語版） 1397年のアイルランド（英語版） 1398年のアイルランド（英語版） 1399年のアイルランド（英語版）

### 15世紀
- 1400年代
  - 1401年のアイルランド（英語版） 1404年のアイルランド（英語版） 1405年のアイルランド（英語版）
- 1410年代
  - 1410年のアイルランド（英語版） 1411年のアイルランド（英語版） 1412年のアイルランド（英語版） 1413年のアイルランド（英語版） 1414年のアイルランド（英語版）
  - 1415年のアイルランド（英語版） 1417年のアイルランド（英語版） 1418年のアイルランド（英語版） 1419年のアイルランド（英語版）
- 1420年代
  - 1420年のアイルランド（英語版） 1423年のアイルランド（英語版） 1424年のアイルランド（英語版） 1426年のアイルランド（英語版）
- 1430年代
  - 1430年のアイルランド（英語版） 1431年のアイルランド（英語版） 1436年のアイルランド（英語版） 1437年のアイルランド（英語版）
- 1440年代
  - 1441年のアイルランド（英語版） 1442年のアイルランド（英語版） 1443年のアイルランド（英語版）
  - 1446年のアイルランド（英語版） 1447年のアイルランド（英語版） 1448年のアイルランド（英語版） 1449年のアイルランド（英語版）
- 1450年代
  - 1450年のアイルランド（英語版） 1451年のアイルランド（英語版） 1452年のアイルランド（英語版） 1454年のアイルランド（英語版）
  - 1455年のアイルランド（英語版） 1456年のアイルランド（英語版） 1459年のアイルランド（英語版）
- 1460年代
  - 1460年のアイルランド（英語版） 1461年のアイルランド（英語版） 1462年のアイルランド（英語版） 1463年のアイルランド（英語版）
  - 1467年のアイルランド（英語版） 1468年のアイルランド（英語版） 1469年のアイルランド（英語版）
- 1470年代
  - 1472年のアイルランド（英語版） 1474年のアイルランド（英語版）
  - 1475年のアイルランド（英語版） 1476年のアイルランド（英語版） 1477年のアイルランド（英語版） 1478年のアイルランド（英語版）
- 1480年代
  - 1480年のアイルランド（英語版） 1482年のアイルランド（英語版） 1483年のアイルランド（英語版） 1484年のアイルランド（英語版）
  - 1485年のアイルランド（英語版） 1487年のアイルランド（英語版） 1488年のアイルランド（英語版）
- 1490年代
  - 1490年のアイルランド（英語版） 1491年のアイルランド（英語版） 1492年のアイルランド（英語版） 1493年のアイルランド（英語版） 1494年のアイルランド（英語版）
  - 1495年のアイルランド（英語版） 1496年のアイルランド（英語版） 1497年のアイルランド（英語版） 1499年のアイルランド（英語版）

### 16世紀
- 1500年代
  - 1502年のアイルランド（英語版） 1503年のアイルランド（英語版） 1504年のアイルランド（英語版） 1507年のアイルランド（英語版） 1509年のアイルランド（英語版）
- 1510年代
  - 1510年のアイルランド（英語版） 1511年のアイルランド（英語版） 1512年のアイルランド（英語版） 1513年のアイルランド（英語版） 1514年のアイルランド（英語版）
  - 1515年のアイルランド（英語版） 1516年のアイルランド（英語版） 1517年のアイルランド（英語版） 1518年のアイルランド（英語版） 1519年のアイルランド（英語版）
- 1520年代
  - 1520年のアイルランド（英語版） 1521年のアイルランド（英語版） 1522年のアイルランド（英語版） 1523年のアイルランド（英語版） 1524年のアイルランド（英語版）
  - 1525年のアイルランド（英語版） 1526年のアイルランド（英語版） 1527年のアイルランド（英語版） 1528年のアイルランド（英語版） 1529年のアイルランド（英語版）
- 1530年代
  - 1530年のアイルランド（英語版） 1531年のアイルランド（英語版） 1532年のアイルランド（英語版） 1533年のアイルランド（英語版） 1534年のアイルランド（英語版）
  - 1535年のアイルランド（英語版） 1536年のアイルランド（英語版） 1537年のアイルランド（英語版） 1538年のアイルランド（英語版） 1539年のアイルランド（英語版）
- 1540年代
  - 1540年のアイルランド（英語版） 1541年のアイルランド（英語版） 1542年のアイルランド（英語版） 1543年のアイルランド（英語版） 1544年のアイルランド（英語版）
  - 1545年のアイルランド（英語版） 1546年のアイルランド（英語版） 1547年のアイルランド（英語版） 1548年のアイルランド（英語版） 1549年のアイルランド（英語版）

- 1550年代
  - 1550年のアイルランド（英語版） 1551年のアイルランド（英語版） 1552年のアイルランド（英語版） 1553年のアイルランド（英語版） 1554年のアイルランド（英語版）
  - 1555年のアイルランド（英語版） 1556年のアイルランド（英語版） 1557年のアイルランド（英語版） 1558年のアイルランド（英語版） 1559年のアイルランド（英語版）

- 1560年代
  - 1560年のアイルランド（英語版） 1561年のアイルランド（英語版） 1562年のアイルランド（英語版） 1563年のアイルランド（英語版） 1564年のアイルランド（英語版）
  - 1565年のアイルランド（英語版） 1566年のアイルランド（英語版） 1567年のアイルランド（英語版） 1568年のアイルランド（英語版） 1569年のアイルランド（英語版）

- 1570年代
  - 1570年のアイルランド（英語版） 1571年のアイルランド（英語版） 1572年のアイルランド（英語版） 1573年のアイルランド（英語版） 1574年のアイルランド（英語版）
  - 1575年のアイルランド（英語版） 1576年のアイルランド（英語版） 1577年のアイルランド（英語版） 1578年のアイルランド（英語版） 1579年のアイルランド（英語版）

- 1580年代
  - 1580年のアイルランド（英語版） 1581年のアイルランド（英語版） 1582年のアイルランド（英語版） 1583年のアイルランド（英語版） 1584年のアイルランド（英語版）
  - 1585年のアイルランド（英語版） 1586年のアイルランド（英語版） 1587年のアイルランド（英語版） 1588年のアイルランド（英語版） 1589年のアイルランド（英語版）

- 1590年代
  - 1590年のアイルランド（英語版） 1591年のアイルランド（英語版） 1592年のアイルランド（英語版） 1593年のアイルランド（英語版） 1594年のアイルランド（英語版）
  - 1595年のアイルランド（英語版） 1596年のアイルランド（英語版） 1597年のアイルランド（英語版） 1598年のアイルランド（英語版） 1599年のアイルランド（英語版）

- 1600年代
  - 1600年のアイルランド（英語版）

### 17世紀
- 1600年代
  - 1601年のアイルランド（英語版） 1602年のアイルランド（英語版） 1603年のアイルランド（英語版） 1604年のアイルランド（英語版）
  - 1605年のアイルランド（英語版） 1606年のアイルランド（英語版） 1607年のアイルランド（英語版） 1608年のアイルランド（英語版） 1609年のアイルランド（英語版）
- 1610年代
  - 1610年のアイルランド（英語版） 1611年のアイルランド（英語版） 1612年のアイルランド（英語版） 1613年のアイルランド（英語版） 1614年のアイルランド（英語版）
  - 1615年のアイルランド（英語版） 1616年のアイルランド（英語版） 1617年のアイルランド（英語版） 1618年のアイルランド（英語版） 1619年のアイルランド（英語版）
- 1620年代
  - 1620年のアイルランド（英語版） 1621年のアイルランド（英語版） 1622年のアイルランド（英語版） 1623年のアイルランド（英語版） 1624年のアイルランド（英語版）
  - 1625年のアイルランド（英語版） 1626年のアイルランド（英語版） 1627年のアイルランド（英語版） 1628年のアイルランド（英語版） 1629年のアイルランド（英語版）
- 1630年代
  - 1630年のアイルランド（英語版） 1631年のアイルランド（英語版） 1632年のアイルランド（英語版） 1633年のアイルランド（英語版） 1634年のアイルランド（英語版）
  - 1635年のアイルランド（英語版） 1636年のアイルランド（英語版） 1637年のアイルランド（英語版） 1638年のアイルランド（英語版） 1639年のアイルランド（英語版）
- 1640年代
  - 1640年のアイルランド（英語版） 1641年のアイルランド（英語版） 1642年のアイルランド（英語版） 1643年のアイルランド（英語版） 1644年のアイルランド（英語版）
  - 1645年のアイルランド（英語版） 1646年のアイルランド（英語版） 1647年のアイルランド（英語版） 1648年のアイルランド（英語版） 1649年のアイルランド（英語版）
- 1650年代
  - 1650年のアイルランド（英語版） 1651年のアイルランド（英語版） 1652年のアイルランド（英語版） 1653年のアイルランド（英語版） 1654年のアイルランド（英語版）
  - 1655年のアイルランド（英語版） 1656年のアイルランド（英語版） 1657年のアイルランド（英語版） 1658年のアイルランド（英語版） 1659年のアイルランド（英語版）
- 1660年代
  - 1660年のアイルランド（英語版） 1661年のアイルランド（英語版） 1662年のアイルランド（英語版） 1663年のアイルランド（英語版） 1664年のアイルランド（英語版）
  - 1665年のアイルランド（英語版） 1666年のアイルランド（英語版） 1667年のアイルランド（英語版） 1668年のアイルランド（英語版） 1669年のアイルランド（英語版）
- 1670年代
  - 1670年のアイルランド（英語版） 1671年のアイルランド（英語版） 1672年のアイルランド（英語版） 1673年のアイルランド（英語版） 1674年のアイルランド（英語版）
  - 1675年のアイルランド（英語版） 1676年のアイルランド（英語版） 1677年のアイルランド（英語版） 1678年のアイルランド（英語版） 1679年のアイルランド（英語版）
- 1680年代
  - 1680年のアイルランド（英語版） 1681年のアイルランド（英語版） 1682年のアイルランド（英語版） 1683年のアイルランド（英語版） 1684年のアイルランド（英語版）
  - 1685年のアイルランド（英語版） 1686年のアイルランド（英語版） 1687年のアイルランド（英語版） 1688年のアイルランド（英語版） 1689年のアイルランド（英語版）
- 1690年代
  - 1690年のアイルランド（英語版） 1691年のアイルランド（英語版） 1692年のアイルランド（英語版） 1693年のアイルランド（英語版） 1694年のアイルランド（英語版）
  - 1695年のアイルランド（英語版） 1696年のアイルランド（英語版） 1697年のアイルランド（英語版） 1698年のアイルランド（英語版） 1699年のアイルランド（英語版）
- 1700年代
  - 1700年のアイルランド（英語版）

### 18世紀
- 1700年代
  - 1701年のアイルランド（英語版） 1702年のアイルランド（英語版） 1703年のアイルランド（英語版） 1704年のアイルランド（英語版）
  - 1705年のアイルランド（英語版） 1706年のアイルランド（英語版） 1707年のアイルランド（英語版） 1708年のアイルランド（英語版） 1709年のアイルランド（英語版）
- 1710年代
  - 1710年のアイルランド（英語版） 1711年のアイルランド（英語版） 1712年のアイルランド（英語版） 1713年のアイルランド（英語版） 1714年のアイルランド（英語版）
  - 1715年のアイルランド（英語版） 1716年のアイルランド（英語版） 1717年のアイルランド（英語版） 1718年のアイルランド（英語版） 1719年のアイルランド（英語版）
- 1720年代
  - 1720年のアイルランド（英語版） 1721年のアイルランド（英語版） 1722年のアイルランド（英語版） 1723年のアイルランド（英語版） 1724年のアイルランド（英語版）
  - 1725年のアイルランド（英語版） 1726年のアイルランド（英語版） 1727年のアイルランド（英語版） 1728年のアイルランド（英語版） 1729年のアイルランド（英語版）
- 1730年代
  - 1730年のアイルランド（英語版） 1731年のアイルランド（英語版） 1732年のアイルランド（英語版） 1733年のアイルランド（英語版） 1734年のアイルランド（英語版）
  - 1735年のアイルランド（英語版） 1736年のアイルランド（英語版） 1737年のアイルランド（英語版） 1738年のアイルランド（英語版） 1739年のアイルランド（英語版）
- 1740年代
  - 1740年のアイルランド（英語版） 1741年のアイルランド（英語版） 1742年のアイルランド（英語版） 1743年のアイルランド（英語版） 1744年のアイルランド（英語版）
  - 1745年のアイルランド（英語版） 1746年のアイルランド（英語版） 1747年のアイルランド（英語版） 1748年のアイルランド（英語版） 1749年のアイルランド（英語版）
- 1750年代
  - 1750年のアイルランド（英語版） 1751年のアイルランド（英語版） 1752年のアイルランド（英語版） 1753年のアイルランド（英語版） 1754年のアイルランド（英語版）
  - 1755年のアイルランド（英語版） 1756年のアイルランド（英語版） 1757年のアイルランド（英語版） 1758年のアイルランド（英語版） 1759年のアイルランド（英語版）
- 1760年代
  - 1760年のアイルランド（英語版） 1761年のアイルランド（英語版） 1762年のアイルランド（英語版） 1763年のアイルランド（英語版） 1764年のアイルランド（英語版）
  - 1765年のアイルランド（英語版） 1766年のアイルランド（英語版） 1767年のアイルランド（英語版） 1768年のアイルランド（英語版） 1769年のアイルランド（英語版）
- 1770年代
  - 1770年のアイルランド（英語版） 1771年のアイルランド（英語版） 1772年のアイルランド（英語版） 1773年のアイルランド（英語版） 1774年のアイルランド（英語版）
  - 1775年のアイルランド（英語版） 1776年のアイルランド（英語版） 1777年のアイルランド（英語版） 1778年のアイルランド（英語版） 1779年のアイルランド（英語版）
- 1780年代
  - 1780年のアイルランド（英語版） 1781年のアイルランド（英語版） 1782年のアイルランド（英語版） 1783年のアイルランド（英語版） 1784年のアイルランド（英語版）
  - 1785年のアイルランド（英語版） 1786年のアイルランド（英語版） 1787年のアイルランド（英語版） 1788年のアイルランド（英語版） 1789年のアイルランド（英語版）
- 1790年代
  - 1790年のアイルランド（英語版） 1791年のアイルランド（英語版） 1792年のアイルランド（英語版） 1793年のアイルランド（英語版） 1794年のアイルランド（英語版）
  - 1795年のアイルランド（英語版） 1796年のアイルランド（英語版） 1797年のアイルランド（英語版） 1798年のアイルランド（英語版） 1799年のアイルランド（英語版）
- 1800年代
  - 1800年のアイルランド（英語版）

### 19世紀
- 1800年代
  - 1801年のアイルランド（英語版） 1802年のアイルランド（英語版） 1803年のアイルランド（英語版） 1804年のアイルランド（英語版）
  - 1805年のアイルランド（英語版） 1806年のアイルランド（英語版） 1807年のアイルランド（英語版） 1808年のアイルランド（英語版） 1809年のアイルランド（英語版）
- 1810年代
  - 1810年のアイルランド（英語版） 1811年のアイルランド（英語版） 1812年のアイルランド（英語版） 1813年のアイルランド（英語版） 1814年のアイルランド（英語版）
  - 1815年のアイルランド（英語版） 1816年のアイルランド（英語版） 1817年のアイルランド（英語版） 1818年のアイルランド（英語版） 1819年のアイルランド（英語版）
- 1820年代
  - 1820年のアイルランド（英語版） 1821年のアイルランド（英語版） 1822年のアイルランド（英語版） 1823年のアイルランド（英語版） 1824年のアイルランド（英語版）
  - 1825年のアイルランド（英語版） 1826年のアイルランド（英語版） 1827年のアイルランド（英語版） 1828年のアイルランド（英語版） 1829年のアイルランド（英語版）
- 1830年代
  - 1830年のアイルランド（英語版） 1831年のアイルランド（英語版） 1832年のアイルランド（英語版） 1833年のアイルランド（英語版） 1834年のアイルランド（英語版）
  - 1835年のアイルランド（英語版） 1836年のアイルランド（英語版） 1837年のアイルランド（英語版） 1838年のアイルランド（英語版） 1839年のアイルランド（英語版）
- 1840年代
  - 1840年のアイルランド（英語版） 1841年のアイルランド（英語版） 1842年のアイルランド（英語版） 1843年のアイルランド（英語版） 1844年のアイルランド（英語版）
  - 1845年のアイルランド（英語版） 1846年のアイルランド（英語版） 1847年のアイルランド（英語版） 1848年のアイルランド（英語版） 1849年のアイルランド（英語版）
- 1850年代
  - 1850年のアイルランド（英語版） 1851年のアイルランド（英語版） 1852年のアイルランド（英語版） 1853年のアイルランド（英語版） 1854年のアイルランド（英語版）
  - 1855年のアイルランド（英語版） 1856年のアイルランド（英語版） 1857年のアイルランド（英語版） 1858年のアイルランド（英語版） 1859年のアイルランド（英語版）
- 1860年代
  - 1860年のアイルランド（英語版） 1861年のアイルランド（英語版） 1862年のアイルランド（英語版） 1863年のアイルランド（英語版） 1864年のアイルランド（英語版）
  - 1865年のアイルランド（英語版） 1866年のアイルランド（英語版） 1867年のアイルランド（英語版） 1868年のアイルランド（英語版） 1869年のアイルランド（英語版）
- 1870年代
  - 1870年のアイルランド（英語版） 1871年のアイルランド（英語版） 1872年のアイルランド（英語版） 1873年のアイルランド（英語版） 1874年のアイルランド（英語版）
  - 1875年のアイルランド（英語版） 1876年のアイルランド（英語版） 1877年のアイルランド（英語版） 1878年のアイルランド（英語版） 1879年のアイルランド（英語版）
- 1880年代
  - 1880年のアイルランド（英語版） 1881年のアイルランド（英語版） 1882年のアイルランド（英語版） 1883年のアイルランド（英語版） 1884年のアイルランド（英語版）
  - 1885年のアイルランド（英語版） 1886年のアイルランド（英語版） 1887年のアイルランド（英語版） 1888年のアイルランド（英語版） 1889年のアイルランド（英語版）
- 1890年代
  - 1890年のアイルランド（英語版） 1891年のアイルランド（英語版） 1892年のアイルランド（英語版） 1893年のアイルランド（英語版） 1894年のアイルランド（英語版）
  - 1895年のアイルランド（英語版） 1896年のアイルランド（英語版） 1897年のアイルランド（英語版） 1898年のアイルランド（英語版） 1899年のアイルランド（英語版）
- 1900年代
  - 1900年のアイルランド（英語版）

### 20世紀
- 1900年代
  - 1900年のアイルランド（英語版） 1902年のアイルランド（英語版） 1903年のアイルランド（英語版） 1904年のアイルランド（英語版）
  - 1905年のアイルランド（英語版） 1906年のアイルランド（英語版） 1907年のアイルランド（英語版） 1908年のアイルランド（英語版） 1909年のアイルランド（英語版）
- 1910年代
  - 1910年のアイルランド（英語版） 1911年のアイルランド（英語版） 1912年のアイルランド（英語版） 1913年のアイルランド（英語版） 1914年のアイルランド（英語版）
  - 1915年のアイルランド（英語版） 1916年のアイルランド（英語版） 1917年のアイルランド（英語版） 1918年のアイルランド（英語版） 1919年のアイルランド（英語版）
- 1920年代
  - 1920年のアイルランド（英語版） 1921年のアイルランド（英語版） 1922年のアイルランド（英語版） 1923年のアイルランド（英語版） 1924年のアイルランド（英語版）
  - 1925年のアイルランド（英語版） 1926年のアイルランド（英語版） 1927年のアイルランド（英語版） 1928年のアイルランド（英語版） 1929年のアイルランド（英語版）
- 1930年代
  - 1930年のアイルランド（英語版） 1931年のアイルランド（英語版） 1932年のアイルランド（英語版） 1933年のアイルランド（英語版） 1934年のアイルランド（英語版）
  - 1935年のアイルランド（英語版） 1936年のアイルランド（英語版） 1937年のアイルランド（英語版） 1938年のアイルランド（英語版） 1939年のアイルランド（英語版）
- 1940年代
  - 1940年のアイルランド（英語版） 1941年のアイルランド（英語版） 1942年のアイルランド（英語版） 1943年のアイルランド（英語版） 1944年のアイルランド（英語版）
  - 1945年のアイルランド（英語版） 1946年のアイルランド（英語版） 1947年のアイルランド（英語版） 1948年のアイルランド（英語版） 1949年のアイルランド（英語版）
- 1950年代
  - 1950年のアイルランド（英語版） 1951年のアイルランド（英語版） 1952年のアイルランド（英語版） 1953年のアイルランド（英語版） 1954年のアイルランド（英語版）
  - 1955年のアイルランド（英語版） 1956年のアイルランド（英語版） 1957年のアイルランド（英語版） 1958年のアイルランド（英語版） 1959年のアイルランド（英語版）
- 1960年代
  - 1960年のアイルランド（英語版） 1961年のアイルランド（英語版） 1962年のアイルランド（英語版） 1963年のアイルランド（英語版） 1964年のアイルランド（英語版）
  - 1965年のアイルランド（英語版） 1966年のアイルランド（英語版） 1967年のアイルランド（英語版） 1968年のアイルランド（英語版） 1969年のアイルランド（英語版）
- 1970年代
  - 1970年のアイルランド（英語版） 1971年のアイルランド（英語版） 1972年のアイルランド（英語版） 1973年のアイルランド（英語版） 1974年のアイルランド（英語版）
  - 1975年のアイルランド（英語版） 1976年のアイルランド（英語版） 1977年のアイルランド（英語版） 1978年のアイルランド（英語版） 1979年のアイルランド（英語版）
- 1980年代
  - 1980年のアイルランド（英語版） 1981年のアイルランド（英語版） 1982年のアイルランド（英語版） 1983年のアイルランド（英語版） 1984年のアイルランド（英語版）
  - 1985年のアイルランド（英語版） 1986年のアイルランド（英語版） 1987年のアイルランド（英語版） 1988年のアイルランド（英語版） 1989年のアイルランド（英語版）
- 1990年代
  - 1990年のアイルランド（英語版） 1991年のアイルランド（英語版） 1992年のアイルランド（英語版） 1993年のアイルランド（英語版） 1994年のアイルランド（英語版）
  - 1995年のアイルランド（英語版） 1996年のアイルランド（英語版） 1997年のアイルランド（英語版） 1998年のアイルランド（英語版） 1999年のアイルランド（英語版）
- 2000年代
  - 2000年のアイルランド（英語版）

### 21世紀
- 2000年代
  - 2001年のアイルランド（英語版） 2002年のアイルランド（英語版） 2003年のアイルランド（英語版） 2004年のアイルランド（英語版）
  - 2005年のアイルランド（英語版） 2006年のアイルランド（英語版） 2007年のアイルランド（英語版） 2008年のアイルランド（英語版） 2009年のアイルランド（英語版）
- 2010年代
  - 2010年のアイルランド（英語版） 2011年のアイルランド（英語版） 2012年のアイルランド（英語版） 2013年のアイルランド（英語版） 2014年のアイルランド（英語版）
  - 2015年のアイルランド（英語版） 2016年のアイルランド（英語版） 2017年のアイルランド 2018年のアイルランド（英語版） 2019年のアイルランド（英語版）
- 2020年代
  - 2020年のアイルランド（英語版）

## 文化と芸術

### テレビ放送
- List of years in Irish television（英語版）